# Menophra abruptaria
Menophra abruptaria là một loài bướm đêm trong họ Geometridae.

## Hình ảnh

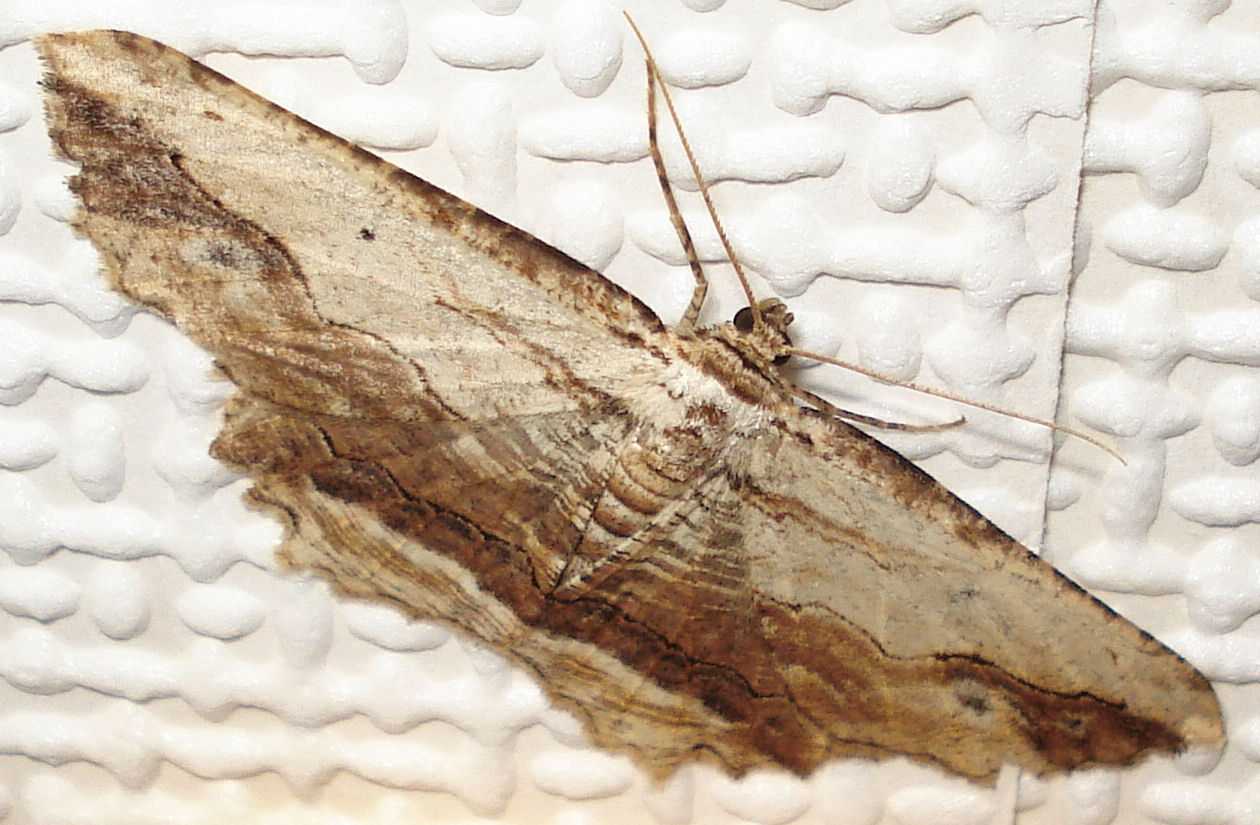
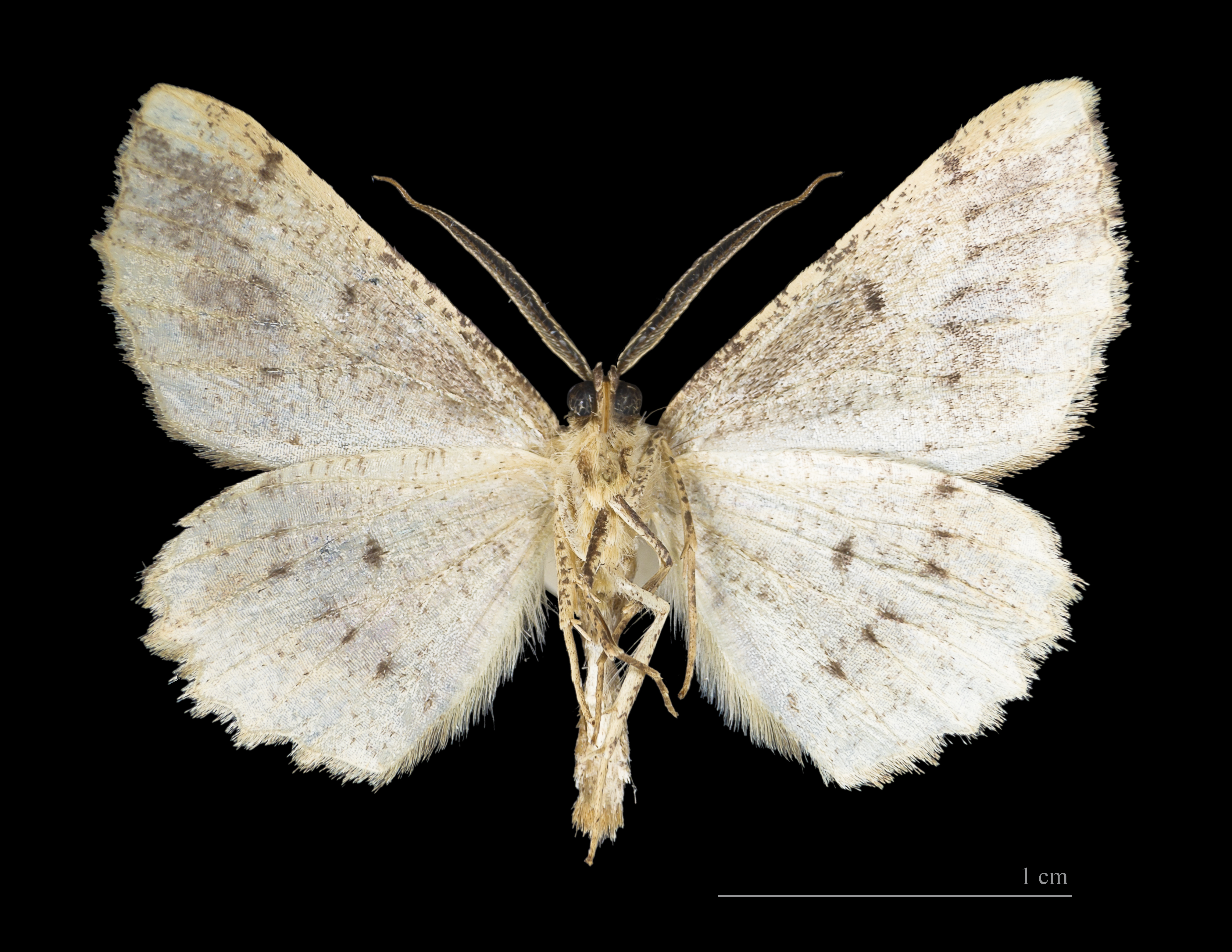
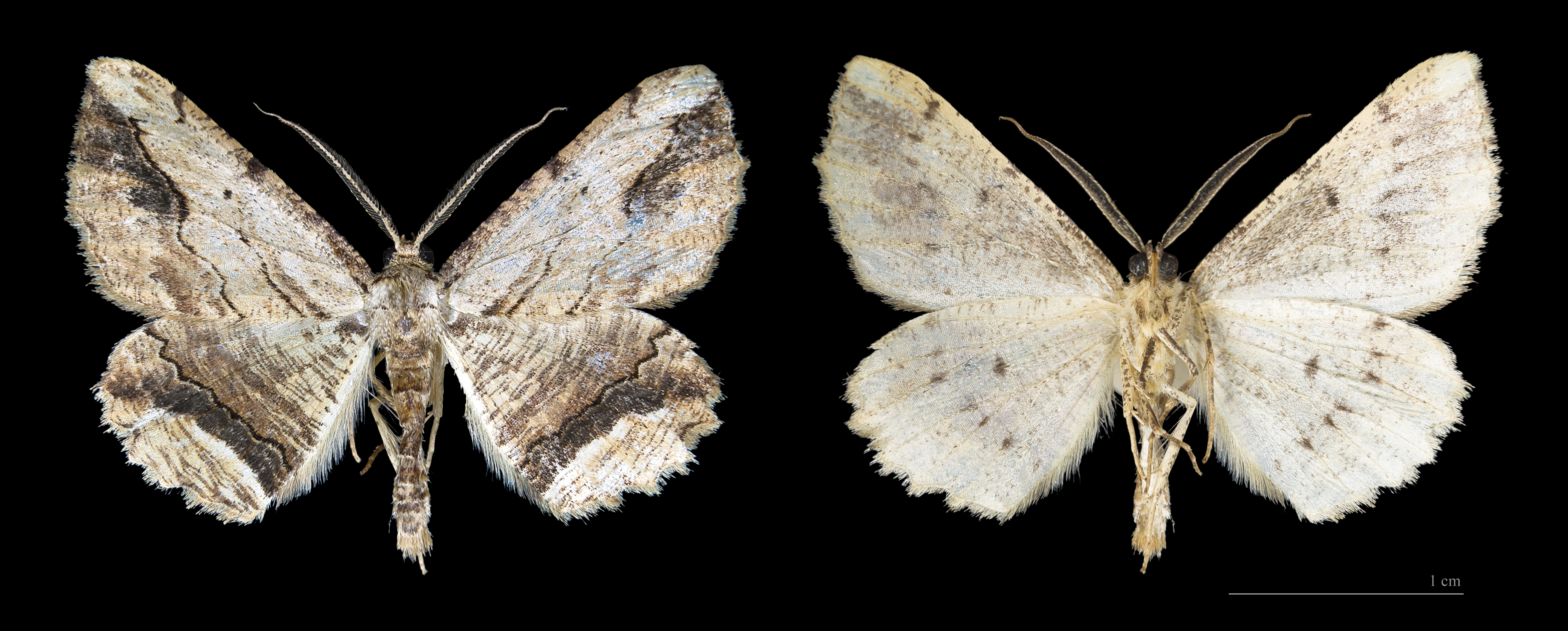
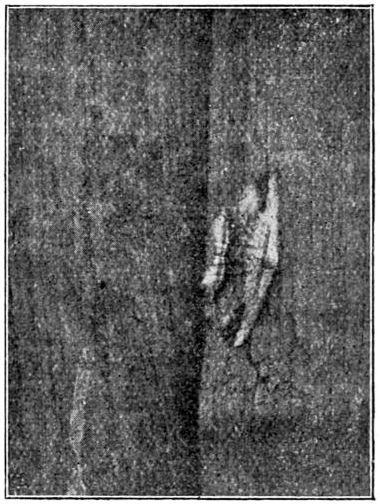